# لونغمونت (كولورادو)
لونغمونت (بالإنجليزية: Longmont, Colorado)‏ هي مدينة تقع في مقاطعة بولدر بولاية كولورادو في الولايات المتحدة. تأسست عام 1871، تبلغ مساحتها 71.6 (كم²)، وترتفع عن سطح البحر 1519 م، بلغ عدد سكانها 86270 نسمة في عام 2010 حسب إحصاء مكتب تعداد الولايات المتحدة .

## توأمة
للونغمونت (كولورادو) اتفاقيات توأمة مع:
- ثيوداد جوثمان

## أعلام
- لوغان ميلر
- إلمر إف. بينيت
- جورج كارلسون
- كريستين شال
- بيرت س. إدموندز
- برودي بوكلاند